# Ge Xiaoguang
Ge Xiaoguang, (chinois: 葛小光), est un artiste chinois né en 1953 à Pékin. Il est notamment connu pour avoir peint le tableau de Mao Zedong de la place Tian'anmen qui se trouve sur la porte Tian'anmen de la place Tian'anmen.

## Biographie
Le créateur du portrait de Mao Zedong de la place Tian'anmen est le peintre chinois Zhang Zhenshi qui réalise les différents exemplaires de 1950 à 1967. Ge Xiaoguang est le quatrième peintre à réaliser le tableau depuis 1949. Ainsi, en 2013, il peint le portrait de Mao Zedong depuis plus de 35 ans. Alors qu'il est âgé de 24 ans en 1977, il réalise son premier portrait qui sera accroché à Tiananmen, un an après la mort du président Mao Zedong le 9 septembre 1976.
Ge Xiaoguang travaille depuis 1976. Selon la rumeur, le gouvernement chinois paie à Ge Xiaoguang un salaire de deux cent cinquante dollars chaque mois pour diriger une équipe d'artistes qui peignent les dirigeants politiques chinois, des héros de l'histoire chinoise aux sommités modernes. Son travail principal et le plus important est de dupliquer le portrait de Tiananmen du président Mao, afin qu'il puisse être remplacé chaque mois de septembre. Ge Xiaoguang explique qu'après quarante ans de pratique, il peut réaliser un nouveau portrait en seulement cinquante jours.
Ge Xiaoguang a conçu méticuleusement la pose du portrait. Si le visage du président Mao Zedong devait faire face directement, le portrait manquerait de dynamisme et de profondeur. Alors Ge Xiaoguang tourne légèrement le visage de Mao Zedong sur le côté. Pas trop loin, cependant, car les deux oreilles doivent toujours rester visibles. Un des prédécesseurs de Ge Xiaoguang fut exilé dans un district rural pour travailler comme charpentier, sa punition pour avoir peint le visage avec une seule oreille visible. Les autorités pensaient que la construction du portrait pouvait impliquer que le Président n'était pas attentif à la voix du peuple chinois. Certains jours, Ge Xiaoguang se tient sur un échafaud et travaille directement sur le portrait actuellement affiché. Sa taille gigantesque le rend impossible à saisir de près, l'obligeant constamment à descendre de l'échafaud pour le voir à une centaine de mètres. Alors qu'il se perche sur l'échafaud, Ge Xiaoguang balaie la peinture avec une brosse pour produire une qualité aérographe.
Ge Xiaoguang indique qu'il « est toujours difficile de le faire bien, parce que c'est plus qu'une simple œuvre d'art ». Chaque année, j'essaie de rendre la peinture meilleure. Cela a été et sera toujours ma création la plus importante. ».